# Julio Correa
Julio Correa (Assunção, 30 de agosto de 1890 — Luque, 14 de julho de 1953) foi um poeta paraguaio e fundador do teatro paraguaio em língua guarani. Filho de pai português, viveu na pobreza e foi considerado um rebelde. Deixou a escola muito jovem, começando a publicar seus poemas em 1926.

## Biografia
Correa nasceu em Assunção (Paraguai), em 30 de de Agosto de 1890. Seu avô materno, de sobrenome Myzkowsky, era polonês. Sua mãe, a paraguaia Amalia Mizcowsky, filha do coronel polonês Luis Mizcowsky; e, seu pai português Eleuterio Correa. Ele deixou a escola muito jovem. Ele começou a publicar seus poemas em 1926.
Incentivado pelo poeta Manuel Ortiz Guerrero, passa a escrever na seção "Dialoguitos callejeros" do jornal Guarani, de Facundo Recalde.
Sua criatividade explodiu com a Guerra do Chaco. Suas peças na língua guarani foram recebidas com grande sucesso e nelas se destacou como autor, ator e diretor. De 1934 a 1936, publica seus poemas na revista Guarania, de Natalicio González, que posteriormente passa a integrar o livro Cuerpo y Alma. Em 1947, ele foi preso por escrever. A guerra civil daquele ano teve um efeito negativo sobre o autor e ele caiu em decadência e desilusão. Ele foi confinado em um quinto, na cidade de Luque, onde morreu em 14 de Julho de 1953.

## Infância e juventude
De uma família abastada definhada pelos altos e baixos do pós-guerra de 1864 a 1870 e seu impacto na sociedade paraguaia de sua época, Correa é, sem dúvida, a expressão máxima em termos de criação do dramático paraguaio arte e maior expoente do teatro guarani, para mais do que um poeta inspirado de um corte social claro. Ele é descendente de portugueses. O pai lutou na guerra da Tríplice Aliança e, uma vez terminada a luta, ficou na terra de sua esposa, como tantos outros patrícios. Mais uma vez, o Paraguai veria se repetir o fenômeno da miscigenação colonial. O menino cresceu entre os povos de língua guarani, camponeses e operários, e a partir de então, começou a sentir seus desejos, a ver suas lutas titânicas para sobreviver. Quando se tornou homem, descobriu-se intérprete dessas pessoas, tanto no teatro quanto na poesia de ação social.
Era amigo íntimo do escultor Rosário Erminio Blotta, cidadão honorário da República do Paraguai.

## Sua família
Casado com Georgina Martínez, notável atriz, fundou uma companhia de teatro com a qual percorreu todos os cantos do Paraguai, levando sua mensagem de denúncia das injustiças geradas por latifúndios e fazendas improdutivas de tempos imemoriais e sua consequência lógica, a falta de terras para os camponeses e o assédio a que foram submetidos por parte dos patrões, capatazes e autoridades.

## Sua carreira
Walter Wey, um excelente e bem documentado pesquisador brasileiro, pinta um retrato maravilhoso do versátil Correa: “Quem não conhece e admira Julio Correa, poeta, dramaturgo, empresário, leiloeiro, empresário, contador de histórias e destilador número um da política e venenos literários? Talvez as vítimas, homens e mulheres que não foram respeitados pelo seu talento como improvisadores de versos satíricos, muitas vezes pornográficos, que nunca foram publicados, mas que todos sabem de cor. Ouça Correa recitá-los à roda, na esquina da rua Palma ou na quinta em Luque. Foi um dos mais belos espetáculos de nossa vida ... Por isso tem sofrido perseguições e não raro foi para a prisão, para saciar a vingança de seus inimigos. Enquanto isso, os aplausos e a admiração do povo o estimulam, e Julio Correa continua impenitente.
Foi o criador do teatro guarani, seu maior autor e provavelmente seu melhor ator. Com formidável intuição, sentiu que o maior problema do Paraguai era o da distribuição das terras, já que, como escreveu Justo Pastor Benítez, o paraguaio é um mero ocupante de sua própria terra.
Correa, percebendo essa verdade, tornou-se um campeão dessa luta, lutando contra os latifúndios estrangeiros e nacionais com enorme coragem. Em sua enorme casa em Luque, não vimos um único livro. 
Julio Correa é um poeta sem cultura e, o que o torna mais interessante, sem o menor desejo ou preocupação em adquiri-la. Os poemas em língua espanhola que colecionou em 1945, sob o título Cuerpo y Alma, fecharam uma era e abriram um novo caminho, que será ampliado por Hérib Campos Cervera, com a introdução da "literatura de vanguarda".
Justamente es Campos Cervera, companheiro de geração de Correa, que completa esta visão do grande dramaturgo: "Correa continua a ser o grande criador de imagens do nosso meio social e dos nossos problemas; dramas da miséria, da terra, do sangue e dos ciúmes". Tragédias duras que nosso povo vive todos os dias, enquanto busca, apertando as mãos nas sombras, o caminho da liberdade. Nosso povo interpreta Correa desta forma: como um espelho de suas mais indeclináveis esperanças; como intérprete de suas dores mais profundas e de suas alegrias mais profundas; caso contrário, o tipo de idolatria que inspira sua figura quando ele está em cena, no meio de seus outros monstros, não pode ser explicado. Porque Correa não se contentou em criar personagens; Ele também os incorpora desfrutando ou morrendo as intoxicações e as quedas morais de seus seres humanos. A imagem transfigurada de Julio assume todas as nuances que tem a paixão, toda a fúria do ódio, todos os benefícios da compaixão; sua voz treme ou amaldiçoa, ruge ou chora, ajustando-se à medida exata da sensação de que se veste com trajes de arte para sobreviver.

## Trabalho
A vasta produção dramática de Julio Correa inclui:
- "Karai Eulogio" (Lord Eulogio)

- "Ñane mba'era'y" (“O que não pode ser nosso”)

- "Guerra aja" ("Durante a guerra")

- "Tereho jevy fréntepe" ("Volte para a frente")

- "Pleito rire" ("Após o processo")

- "Péicha guarante" ("Como isto, nada mais")

- "Sandía yvyguy" ("Melancia enterrada")

- "Karu poka" ("Coma pouco")

- "Honorio Causa" ("Por causa de Honório")

- "Po'a nda ja jokoi" ("A sorte não para isso")

- "Sombrero Ka'a" (expressão guarani-espanhola que designa o amante da pessoa amada), entre outras.

Ele também escreveu Yvy yara, Toribio, Yuaijhugui reí, Po’a rusuva y La culpa del bueno..
Suas histórias incluem Nicolasita del Espíritu Santo (1943), El Padre Cantalicio, El borracho de la casa, y El hombre que robó una pava (inacabada), todas publicadas postumamente.

## Últimos anos
Morreu no dia 14 de julho de 1953 na cidade de Luque, no Paraguai, próximo à capital onde havia se estabelecido décadas. A “casa enorme” a que Wey se refere é atualmente o “Museu Julio Correa”.